# Ronald Ervin McNair
Ronald Ervin McNair (Lake City, Dél-Karolina, 1950. október 21. – Cape Canaveral, Florida, 1986. január 28.) amerikai űrhajós. A második afroamerikai a világűrben.

## Életpálya
1971-ben az A & T State University (Dél-Karolina) keretében fizikából magna cum laude diplomázott. 1976-ban a Massachusetts Institute of Technology keretében doktorált. Kutatási területe a CO2 lézer tulajdonságaira (molekuláris spektroszkópia) és alkalmazásának (tudományos, gyakorlati, csillagászati, katonai) módszerére épült. 1975-ben Franciaországban az Ecole Dete Theorique keretében folytatott fizikai kutatást. 1976-ban a Hughes Research Laboratories Malibu (Kalifornia) kutatási munkatárs.
1978. január 16-tól a Lyndon B. Johnson Űrközpontban részesült űrhajóskiképzésben. Egy űrszolgálata alatt összesen 7 napot, 23 órát és 15 percet (169 óra) töltött a világűrben. A Challenger-katasztrófa során vesztette életét.

## Űrrepülések
- STS–41–B, a Challenger űrrepülőgép 4. repülésének küldetésfelelőse. Mintegy 8 órával a felemelkedés után pályába helyezték a műholdakat. A Westar–6 és a Palapa–4 (Palapa–B2) műholdak PAM–D motorja nem tudta megfelelő pályára állítani a műholdakat. Első alkalommal történt, hogy az űrsétát biztosító kábel nélkül hajtották végre. Végrehajtották az előírt kutatási, kísérleti feladatokat. Első alkalommal szálltak le az indítást biztosító Kennedy Űrközpont repülőterére. Első űrszolgálata alatt összesen 7 napot, 23 órát és 15 percet (192 óra) töltött a világűrben. 5 329 150 kilométert (3 311 380 mérföldet) repült, 128 alkalommal kerülte meg a Földet.
- STS–51–L, a Challenger űrrepülőgép 10 repülésének küldetésfelelőse.. A küldetés a repülés 73. másodpercében katasztrófába torkollott.